# Clayton-le-Dale
Clayton-le-Dale is een civil parish in het bestuurlijke gebied Ribble Valley, in het Engelse graafschap Lancashire.